# Ёкосава, Юки
Ю́ки Ёкоса́ва (яп. 横澤由貴, 29 октября 1980, Ого) — японская дзюдоистка полулёгкой весовой категории, выступала за сборную Японии на всём протяжении 2000-х годов. Серебряная призёрша летних Олимпийских игр в Афинах, обладательница серебряной и бронзовой медалей чемпионатов мира, бронзовая призёрша Азиатских игр, чемпионка Азии, победительница многих турниров национального и международного значения.

## Биография
Юки Ёкосава родилась 29 октября 1980 года в городе Ого префектуры Гумма. Активно заниматься дзюдо начала с раннего детства, увлеклась этим видом спорта по примеру отца и брата, которые тоже были большими поклонниками дзюдо.
Первого серьёзного успеха на взрослом международном уровне добилась в 2001 году, когда попала в основной состав японской национальной сборной и побывала на чемпионате Азии в Улан-Баторе, откуда привезла награду золотого достоинства, выигранную в полулёгкой весовой категории. Тогда как на мировом первенстве в Мюнхене расположилась в итоговом протоколе на пятой позиции. Два года спустя выступила на домашнем чемпионате мира в Осаке, где стала бронзовой призёршей в своём весовом дивизионе — на стадии полуфиналов потерпела поражение от француженки Аннабель Эрани.
Благодаря череде удачных выступлений Ёкосава удостоилась права защищать честь страны на летних Олимпийских играх 2004 года в Афинах — на пути к финалу одолела всех четырёх соперниц, в том числе сильных дзюдоисток Ортанс Дьедью из Сенегала и Амарилис Савон с Кубы в 1/16 финала и на стадии полуфиналов соответственно. В решающем поединке, тем не менее, проиграла китаянке Сянь Дунмэй и вынуждена была довольствоваться серебряной олимпийской медалью.
После афинской Олимпиады Юки Ёкосава осталась в основном составе дзюдоистской команды Японии и продолжила принимать участие в крупнейших международных турнирах. Так, в 2005 году в полулёгком весе она получила бронзу на азиатском первенстве в Ташкенте и серебро на первенстве мира в Каире, где в финале не справилась с китаянкой Ли Ин. В следующем сезоне в том же весе завоевала бронзовую награду на Азиатских играх в Дохе. Позже отметилась серебряной наградой на Восточноазиатском чемпионате по дзюдо в Шэньчжэне. Последний раз показала сколько-нибудь значимый результат в 2008 году, когда заняла второе место на женском чемпионате Японии. Вскоре по окончании этих соревнований приняла решение завершить карьеру профессиональной спортсменки, уступив место в сборной молодым японским дзюдоисткам.